# 拍鳳裕庭路

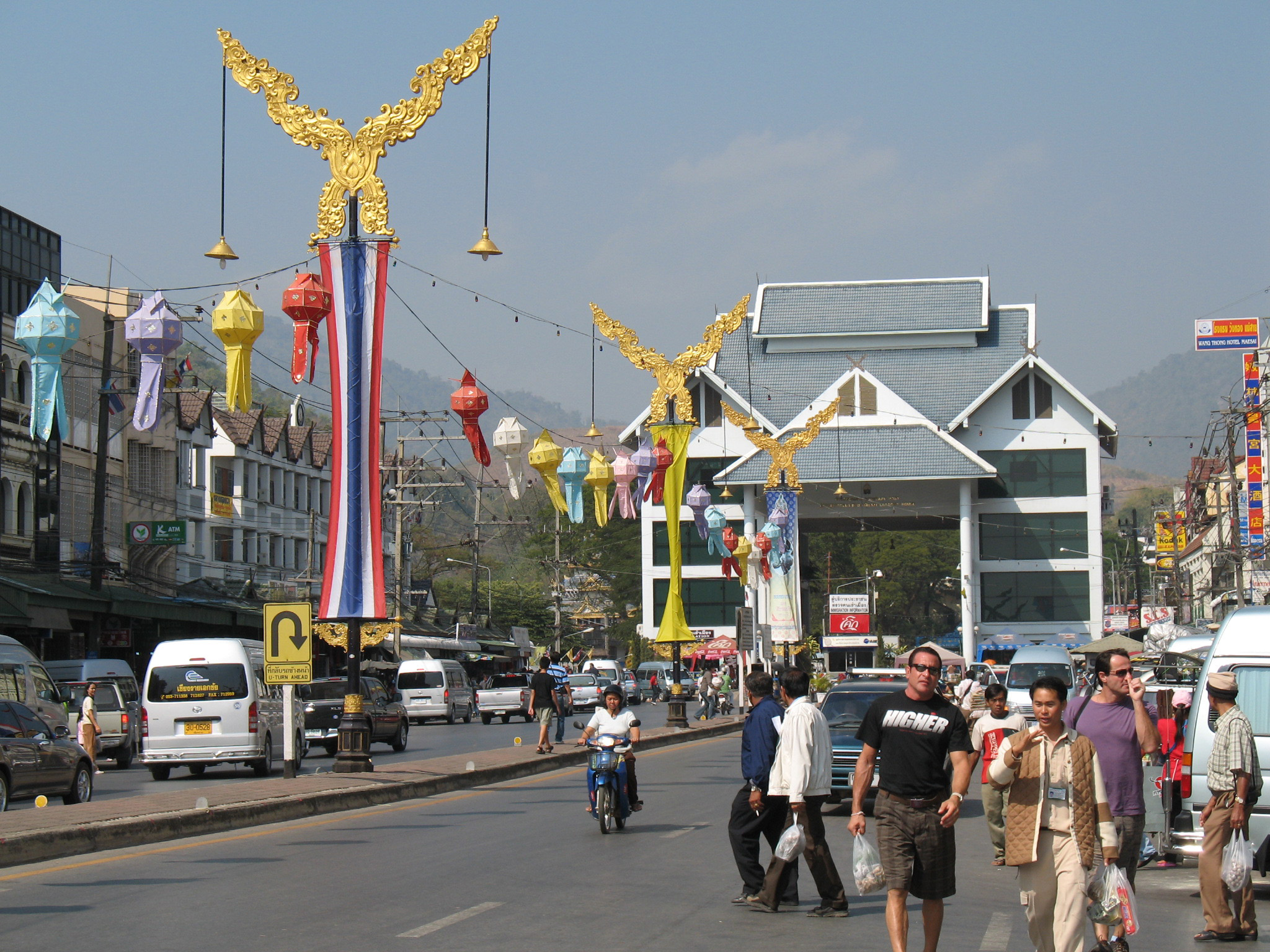
拍鳳裕庭路的終點：清萊府的夜柿鎮與緬甸的大奇力鎮的關口

拍鳳裕庭路（音素換寫：T̄hnn phh̄lyoṭhin，皇家轉寫：Thanon Phahonyothin），又称泰国1号公路，是以曼谷為起點的泰國四大公路之首，又稱為「一號公路」，另外三條則為友誼路（二號公路），素坤逸路（三號公路）及碧甲盛路（四號公路）。起點在曼谷的勝利紀念碑，向北延伸至緬甸邊境，全長約1,005公里。

## 歷史
此路最初稱為「民主路（Prachathipatai Road）」，連接至廊曼縣 才有22公里。在1938年，暹羅的泰國陸軍司令銮披汶·颂堪把這條路延伸至162公里。延長後，道路改名為帕凤裕庭路，以紀念泰國第二任總理、1932年暹羅立憲革命的領袖披耶帕凤·丰派育哈色纳（本名為朴·帕鳳裕庭）。

## 路徑
在曼谷，這條路從拉差貼威縣的勝利紀念碑，經過披耶泰縣、乍都節縣、挽奇縣及廊曼縣，然後進入巴吞他尼府、大城府、北標府、華富里府、北欖坡府、猜那府，再次進入北欖坡府，然後進入甘烹碧府、達府、南奔府、帕堯府，最後進入清萊府的邊境美塞而終。若再前行，就已經是緬甸的大奇力。现已编入 泛亚公路2号线。